# Gustaf Mattsson (ingenjör)
Gustaf Mattsson, född 27 juni 1926 i Lödöse, död 18 april 2000 i Uddevalla, var en svensk ingenjör och entreprenör.
Gustaf Mattsson växte upp i Lödöse och började som 15-åring arbeta på Lödöse varv i Lödöse. Han utbildade sig till ingenjör och arbetade därefter på Eriksbergs Mekaniska Verkstad i Göteborg. År 1949 blev han ritare på det av Gustaf Thordén drivna Uddevallavarvet i Uddevalla och avancerade till avdelningschef på dess ritkontor. År 1961 etablerade han Gustaf Mattssons optiska ritbyrå i Uddevalla, vilken utvecklades till varvs- och teknikföretaget Mattssonföretagen i Uddevalla AB, med verksamhet framför allt inom skeppsvarv och mekanisk verkstadsindustri i västra och södra Sverige.
Han var gift med Inger Viola Mattsson (1927–2011). Paret hade sonen Stefan Mattsson (född 1952), som tog över ledningen av Mattssongruppen som verkställande direktör och senare styrelseordförande.